# Göteborgs AIK
Göteborgs AIK, Gaik, är en fotbollsklubb från Hisingen i Göteborg som grundades 1924. Klubben spelade två säsonger i Sveriges näst högsta division i fotboll 1965 och 1967.  GAIK stod från början för Göteborgs Arbetares Idrottsklubb, men namnet godkändes inte, så "Arbetares" fick bytas ut mot "Allmänna". Under 1960-talet var Göteborgs AIK den bästa fotbollsklubben på Hisingen. Gaiks främsta merit är dock två säsonger i gamla division II, motsvarande dagens Superettan, 1965 och 1967. År 1987 slog klubben ihop sig med Kullen BK, grundad 1944, och kallade sig då Gaik/Kullen. Sedan efter säsongen 2011 heter klubben dock Göteborgs AIK igen. Klubben uppvisar inget matchspel sedan säsongen 2017 men är alltjämt existerande.